# Philibert Pézerat
Pour les articles homonymes, voir Pézerat.
Philibert Pézerat est un homme politique français né le 13 septembre 1789 à Pressy-sous-Dondin (Saône-et-Loire) et décédé le 21 décembre 1871 à Poisson (Saône-et-Loire).

## Biographie
Médecin à Charolles, il est un opposant à la Monarchie de Juillet. Il est conseiller général du canton de Charolles en 1848 et député de Saône-et-Loire de 1848 à 1849, siégeant à gauche. Il est déporté après le coup d’État du 2 décembre 1851 et ne revient en France qu'en 1859, après l'amnistie. Il est à nouveau candidat, lors des élections à la députation des 31 mai et 14 juin 1863 mais il est battu par Hyacinthe Maublanc de Chiseuil qui obtient 16 322 voix, devançant Le marquis de La Ouiche, ancien député, qui obtient 3 272 voix alors que 1 189 électeurs se portent sur Philibert Pézerat. 

## Sources
- « Philibert Pézerat », dans Adolphe Robert et Gaston Cougny, Dictionnaire des parlementaires français, Edgar Bourloton, 1889-1891 [détail de l’édition]